# Målselva
Il Målselva è un fiume che scorre nella contea del Troms, in Norvegia. Ha dato il nome al comune di Målselv e alla valle Målselvdalen.

## Corso del fiume
Il fiume nasce dal lago Lille Rostavatn dalla confluenza dei fiumi Divielva, Tamokelva e Rostaelva. Nel corso del fiume raccoglie le acque del fiume Barduelva, prima di sfociare, dopo 140 km, nel Målselvfjorden, un ramo del fiordo di Malangen, a nord di Olsborg.
Poco prima della confluenza del Barduelva, il Målselva forma le cascate Målselvfossen, una delle più conosciute cascate norvegesi.

## Economia e sviluppo
Gli insediamenti sulle rive del fiume sono Bardufoss, Andselv, Øverbygd e Skjold.
Nel bacino idrografico del fiume sorgono quattro centrali idroelettriche: Innset, Straumsmo, Bardufoss e Dividalen (quest'ultima sul fiume Dødeselva).
Come molti fiumi norvegesi, il Målselva è famoso per la pesca al salmone.